# Rhynchagrotis exsertistigma
Rhynchagrotis exsertistigma là một loài bướm đêm trong họ Noctuidae.